# Förderpreis für Militärgeschichte und Militärtechnikgeschichte
Der Förderpreis für Militärgeschichte und Militärtechnikgeschichte ist ein deutscher Wissenschaftspreis, der für 2017 neu ausgeschrieben wurde. Von 1992 bis 2012 hieß der Preis Werner-Hahlweg-Preis für Militärgeschichte und Wehrwissenschaften. Nachdem 2012 bekannt geworden war, dass der Namensgeber Werner Hahlweg im Juni 1933 in die SS und im September 1936 in die NSDAP eingetreten war, entschied das Bundesministerium für Verteidigung den nach ihm benannten Preis nicht mehr zu verleihen. Der Preis wurde erst wieder für 2017 unter neuer Namensgebung ausgeschrieben und gilt als bedeutendste militärhistorische Auszeichnung in Deutschland.

## Stiftung des Preises
Die Verleihung findet seit 1992 in einem zweijährlichen Turnus statt und dient der Förderung junger Wissenschaftler. Die Verleihung erfolgt durch den Präsidenten des Bundesamtes für Ausrüstung, Informationstechnik und Nutzung der Bundeswehr, früher Bundesamt für Wehrtechnik und Beschaffung, in Koblenz.
Namensgeber des Historikerpreises ist der Militärhistoriker, Militärwissenschaftler und Clausewitz-Forscher Werner Hahlweg (1912–1989), langjährig Professor an der Westfälischen Wilhelms-Universität in Münster und Präsident der Deutschen Gesellschaft für Heereskunde. Dieser hatte im Rahmen seiner Hinterlassenschaft verfügt, dass zur Förderung von Militärgeschichte, Wehrwissenschaften und Militärtechnikgeschichte alle zwei Jahre ein Preis für herausragende Arbeiten dieser Wissenschaftsgebiete (Abschlussarbeiten, Dissertationen, Habilitationen und  vergleichbare Untersuchungen) vergeben werden solle.
Es werden Preisgelder in Höhe von bis zu 15.000 Euro aus der nicht rechtsfähigen Werner-Hahlweg-Stiftung ausgegeben.

## Wissenschaftlicher Beirat
Der Preis wird auf Vorschlag eines Wissenschaftlichen Beirates vergeben. Dem Beirat gehören bzw. gehörten namhafte Wissenschaftler an u. a. Sönke Neitzel, Rolf Wirtgen, Bernhard R. Kroener, Wolfram Funk und Volker Schmidtchen (Vorsitzender).

## Geschichte der Vergabe
Der Historikerpreis wird seit seiner Auslobung in einem würdigen Rahmen vergeben. In der Vergangenheit gehörten dazu u. a. der Deutsche Historikertag wie 1998 in Frankfurt am Main, 2000 in Aachen und 2002 in Halle (Saale). Im Jahr 2004 überreichte der beamtete Staatssekretär im BMVg, Peter Eickenboom, persönlich die Urkunden an die Preisträger und hielt eine Ansprache auf das Lebenswerk von Werner Hahlweg. 2010 und 2012 wurde eigens ein Nachwuchskolloquium zur Militärgeschichte am Militärgeschichtlichen Forschungsamt in Potsdam organisiert. Daran beteiligt waren u. a. das Deutsche Komitee für die Geschichte des Zweiten Weltkrieges, der Arbeitskreis Militärgeschichte (AKM), der Arbeitskreis Militär und Gesellschaft in der Frühen Neuzeit (AMG), das Militärgeschichtliche Forschungsamt und der Lehrstuhl für  Militärgeschichte/Kulturgeschichte der Gewalt der Universität Potsdam.

## Preisträger
Es werden erste, zweite und dritte Preis verliehen, zum Teil mehrmals. In der Vergangenheit wurden auch Förderpreise bzw. Druckkostenzuschüsse ausgegeben, z. B. an Peter Lieb, Walter Blasi und Verena Moritz. Unter den Hauptpreisträgern sind heute namhafte deutsche, österreichische und Schweizer Militärhistoriker wie Matthias Rogg (Militärhistorisches Museum der Bundeswehr), Christian Hartmann (Institut für Zeitgeschichte), Mario Christian Ortner (Heeresgeschichtliches Museum in Wien) und Sönke Neitzel (London School of Economics and Political Science). Einen Schatten wirft der nachmalige Rechtsextremist Olaf Rose, der für seine Arbeit an der heutigen Helmut-Schmidt-Universität/Universität der Bundeswehr Hamburg ursprünglich von der Clausewitz-Gesellschaft gefördert wurde. Nachfolgend eine Liste der bisherigen Hauptpreisträger von 1992 bis 2012:
- 1992: Dieter Storz (1. Preis), Christian Lankes (2. Preis), Christian Hartmann (3. Preis)[5]
- 1994: Olaf Rose, Ralf Pröve (2. Preis),[6] Karl-Klaus Weber[7]
- 1996: Axel F. Gablik (1. Preis),[8][9] Michael Sikora (2. Preis),[10] Sönke Neitzel[11] und Gerhard Quaas (3. Preis)[12]
- 1998: Lutz Budraß[13] (1. Preis), Oliver Gnad, Lothar Walmrath[14]
- 2000: Matthias Rogg (1. Preis), Frank Becker und Martin Rink (2. Preis), Carola Vogel und Michael Busch (3. Preis)[15]
- 2002: Rainer Leng (1. Preis), Markus Pöhlmann und Brigitte Biwald (2. Preis), Christian Th. Müller (3. Preis)[16]
- 2004: Uwe Tresp (1. Preis), Elmar Heinz (2. Preis), Klaus-Jürgen Bremm und Klaus Jochen Arnold (3. Preis)[17]
- 2006: Jörn Leonhard (1. Preis), Stefan Kroll (2. Preis), Werner Benecke und Frank Pauli (3. Preis)
- 2008: Oliver Stein (1. Preis), Eckard Michels und Christian Ortner (2. Preis), Philipp Münch (3. Preis)[18]
- 2010: Tanja Bührer (1. Preis), Rüdiger Bergien und Christian Kehrt (2. Preis), Martin Clauss und Wencke Meteling (3. Preis)[19]
- 2012: Christoph Nübel (1. Preis), Jens Westemeier (2. Preis), Florian Seiller und Jürgen Kilian (3. Preis)[20]
- 2017: Flavio Eichmann (1. Preis)[21], Carmen Winkel (für ihre Dissertation  Im Netz des Königs. Netzwerke und Patronage in der preußischen Armee 1713–1786)  und Takuma W. Melber (2. Preis), Peter Keller und Jonas Friedrich (3. Preis)[22] Melber erhielt den Preis für seine Dissertation in Mainz (Zwischen Kollaboration und Widerstand. Die japanische Besatzung in Malaya und Singapur (1942–1945)) und Flavio Eichmann für seine Dissertation Krieg und Revolution in der Karibik. Die Kleinen Antillen, 1789–1815 .
- 2019: Thorsten Loch, Christian Packheiser (1. Preise), Sven Petersen (2. Preis), Alina Enzensberger (3. Preis)[23] Vergeben wurde er für die Habilitationsschrift von Loch (Deutsche Generale 1945 bis 1990. Profession – Karriere – Herkunft) an der Helmut-Schmidt-Universität Hamburg, die Dissertation von Packheiser (Heimaturlaub – Soldaten zwischen Front, Familie und NS-Regime) an der Ludwig-Maximilians-Universität München, die Dissertation von Petersen (Die Kultur der Belagerung. Alltag, Gewalt und Verflechtung im Österreichischen Erbfolgekrieg (1740–1748)) an der Georg-August-Universität Göttingen und die Dissertation von Alina Enzensberger (Deutsche Lazarette an der Heimatfront: Organisation, Erfahrung und Imagination eines Übergangsraums im Ersten Weltkrieg, 1914–1918) an der Humboldt-Universität zu Berlin.
- 2021:[24] Gundula Gahlen (1. Preis): Nerven, Krieg und militärische Führung. Der Umgang mit psychisch erkrankten Offizieren in Deutschland (1890–1939), Habilitationsschrift, Freie Universität Berlin; Stefan Günter Droste (2. Preis): Offensive Engines. Die prekäre Expertise militärtechnischer Projektmacher (1650-1800), Dissertation, Georg-August-Universität Göttingen; Jan Philipp Bothe (3. Preis): Die Natur des Krieges. Militärisches Wissen und Umwelt im 17. und 18. Jahrhundert, Dissertation, Georg-August-Universität Göttingen.
- 2023:[25][26] Konstantin Franz Eckert (1. Preis): Vorleben, vorsterben, vorglauben? Menschenführung in der Wehrmacht. Sabrina Fröhlich (2. Preis): The Hidden Jewel in Britain’s Military Crown – die Royal Gunpowder Mills Waltham Abbey und ihre Fachkräfte 1787 bis 1816; Grischa Sutterer (3. Preis): Whitehall’s Secret Army? – Die Privatisierung des Krieges und die Entstehung der postimperialen Ordnung.

## Kritik an Namensgebung und Umbenennung
Im November 2012 recherchierte das ARD-Magazin Kontraste, dass Werner Hahlweg, so der Militärhistoriker und Publizist Detlef Bald, stark „ins Dritte Reich, in den Nationalsozialismus integriert und involviert“ war. Der Leiter der Gedenkstätte Deutscher Widerstand, Johannes Tuchel, führte in derselben Sendung aus: „Ich denke, dass wir nicht unbedingt Opportunismus und Eintritt in eine totalitäre Partei als vorbildhaftes Verhalten im Jahre 2012 betrachten müssen. Vor diesem Hintergrund würde ich empfehlen, dass man heute den Werner-Hahlweg-Preis nicht mehr vergibt.“ Daraufhin ordnete das Bundesamt für Wehrtechnik und Beschaffung eine Untersuchung der Vita Hahlwegs an und überlegte, den Preis nicht mehr unter diesem Namen zu vergeben. Das Bundesministerium für Verteidigung (BMVg) sagte eine „eingehende Überprüfung“ zu, mit dem Ziel dafür zu sorgen, „dass der Eindruck einer Traditionslinie zu Verbänden der ehemaligen Wehrmacht bzw. Waffen-SS künftig nicht entstehen kann.“ Der Historiker Sönke Neitzel, der auch dem wissenschaftlichen Beirat des Förderpreises für Militärgeschichte angehört, erklärte im Dezember 2016, dass das Bundesministerium der Verteidigung aufgrund von Hahlwegs Eintritt in die SS im Juni 1933 und in die NSDAP im September 1936 sich entschlossen hatte, den Werner Hahlweg-Preis nicht mehr zu verleihen.
Daraufhin wurde er in Förderpreis für Militärgeschichte und Militärtechnikgeschichte umbenannt.